# Sierra Gorda (Mexique)
 (juin 2018).
Si vous disposez d'ouvrages ou d'articles de référence ou si vous connaissez des sites web de qualité traitant du thème abordé ici, merci de compléter l'article en donnant les références utiles à sa vérifiabilité et en les liant à la section « Notes et références ».
Pour les articles homonymes, voir Sierra Gorda.

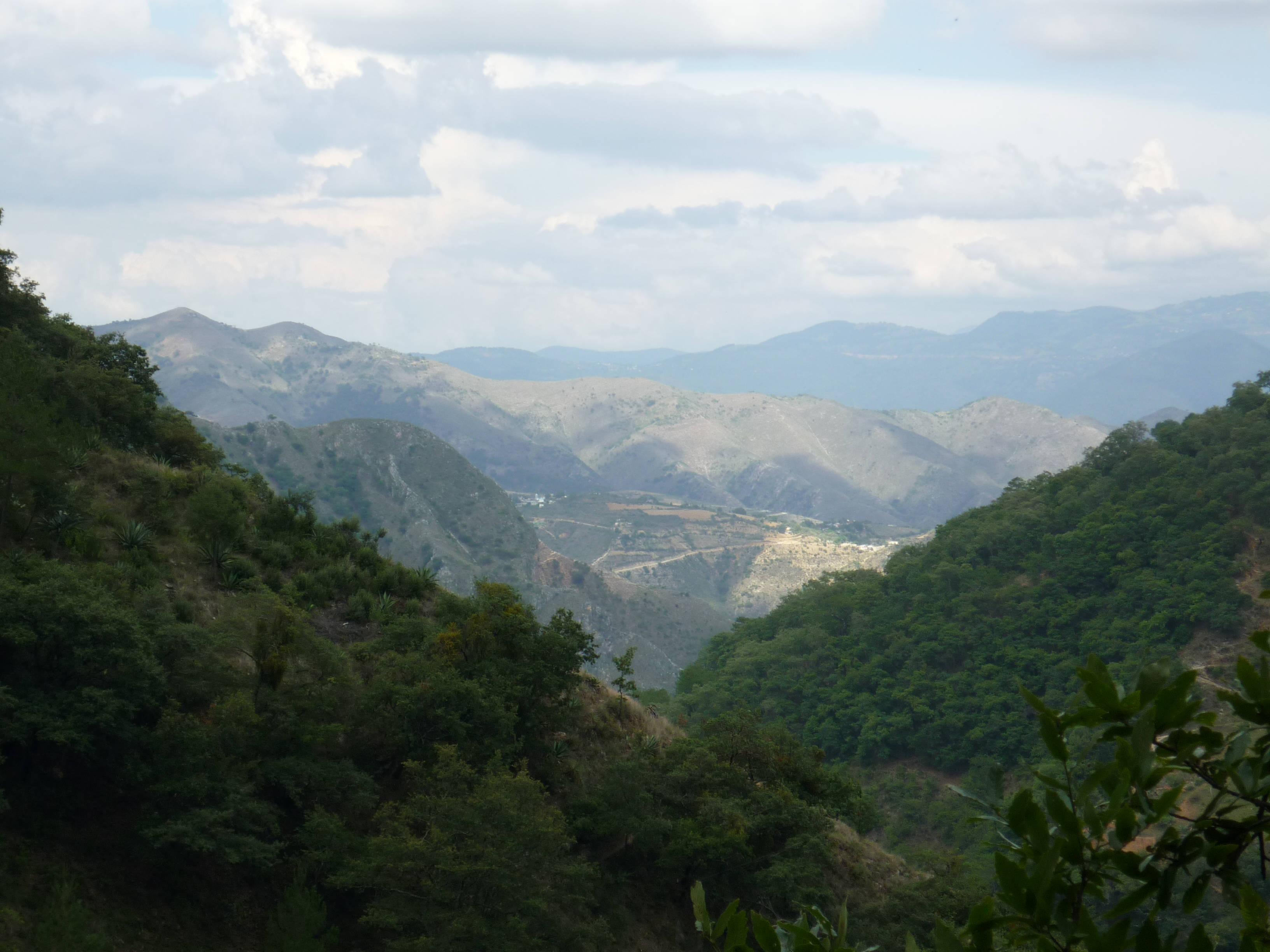
San Joaquín, dans la Sierra Gorda (Querétaro).

La Sierra Gorda est une région écologique centrée sur le tiers nord de l'État mexicain de Querétaro et s'étendant dans les États voisins de Guanajuato, Hidalgo et San Luis Potosí. 

## Géographie
Au sein de l'état de Querétaro, l'écosystème formé par la Sierra Gorda s'étend du centre de l'État à partir des municipalités de San Joaquín et Cadereyta de Montes et couvre les municipalités de Peñamiller (es), Pinal de Amoles (es), Jalpan de Serra, Landa de Matamoros (en) et Arroyo Seco (en), pour un total de 250 km2 de territoire. 
La région est extrêmement accidentée avec de hautes montagnes escarpées et des canyons profonds. Faisant partie du Karst Huasteca, Sierra Gorda présente également de nombreuses formations dues à l'érosion du calcaire, en particulier des gouffres connus localement sous le nom de sótanos. La région est appréciée pour sa très grande diversité de faune et de flore, qui est due aux divers microenvironnements générés par la rugosité du terrain et de grandes variations de précipitations.
Les montagnes bloquant l'humidité du golfe du Mexique, le côté est de celles-ci est relativement humide alors que l'ouest est couvert de broussailles semi-arides. Deux réserves de biosphère ont été créées, l'une en 1997 centrée à Querétaro, et l'autre à Guanajuato, établie en 2007. La réserve actuelle formée grâce au Groupe écologique de la Sierra Gorda et notamment Martha Isabel Ruiz Corzo recouvre 33 % de l'état de Querétaro. Elle connaît des phénomènes de déforestation, du fait de l'exploitations illégale de certaines terres par des exploitants locaux.
La Sierra Gorda est considérée comme l'extrême ouest de la région culturelle de La Huasteca avec les cinq missions franciscaines  inscrites sur la liste du patrimoine de l'humanité de l'UNESCO en 2003.